# 金甫恩
金甫恩（韩语： Gim Boeun，1997年12月8日—）是一名韩国女子手球运动员，司职进攻球员。她在小学五年级时开始接触手球，当时她认为课业学习很困难，同时扔球很有趣，便选择练习手球。最初她加入庆南开发公社手球俱乐部，2021年开始进入三陟市政手球俱乐部。她最初并未入选东京2020奥运韩国女子手球队名单，后来韩国队对参赛阵容进行调整，她顶替Park Jun-hee的位置，得以进入名单，参加奥运。